# Rivière Richelieu
Der Rivière Richelieu (französisch; in Kanada) oder Richelieu River (englisch; in den USA) ist ein rechter Nebenfluss des Sankt-Lorenz-Stroms im Süden der kanadischen Provinz Québec sowie in den US-Bundesstaaten New York und Vermont. 

## Flusslauf
Er entspringt im Lac Champlain (Lake Champlain) an der Grenze zu den US-Bundesstaaten New York und Vermont. Der 171 km lange Fluss entwässert ein Gebiet von 23.400 km², davon entfallen jedoch 19.600 km² auf die Zuflüsse des Lake Champlain in den USA. Die Mündung in den Sankt-Lorenz-Strom liegt bei Sorel-Tracy, kurz vor dem Lac Saint-Pierre.
Der französische Forscher Samuel de Champlain war 1603 der erste Europäer, der den Fluss erreichte. Sechs Jahre später befuhr er ihn auf seiner gesamten Länge. 1641 errichteten die Franzosen an der Mündung das Fort Richelieu, benannt nach Kardinal Richelieu. Daraus leitete sich der Name des Flusses ab, der zuvor Rivière des Iroquois (Fluss der Irokesen) genannt worden war.
Im Allgemeinen wird der Fluss in einen oberen und einen unteren Teil unterschieden (Le Haut-Richelieu bzw. Le Bas-Richelieu). Die Begrenzung sind dabei die Stromschnellen unterhalb von Chambly, die vom Chambly-Kanal umgangen werden. Dieser von 1831 bis 1843 erbaute Kanal ist 19 km lang und Teil des Lakes to Locks Passage, der durchgehenden Schifffahrtsverbindung zwischen dem Sankt-Lorenz-Strom und dem Hudson River. Dominierte bis in die erste Hälfte des 20. Jahrhunderts der Gütertransport, so ist heute der Freizeitverkehr vorherrschend.